# John Newham
John William "Jake" Newham (Cowra, Austrália, 30 de novembro de 1930) é um militar reformado que serviu na Real Força Aérea Australiana (RAAF) que atingiu o patente de Marechal do Ar. Foi Chefe do Estado-maior da força aérea entre 1985 e 1987. Entrou na RAAF em 1951, e pilotou aviões a jacto Gloster Meteor no Esquadrão N.º 77 na Guerra da Coreia. Durante a Emergência Malaia, pilotou caças CAC Sabre, mais tarde, serviu durante a Guerra do Vietname. Teve várias condecorações, entre elas a Ordem da Austrália e a Medalha do Ar.